# Senior PGA Tour 1980
De Senior PGA Tour 1980 was het 1ste seizoen van de Senior PGA Tour dat in 2003 vernoemd werd tot de Champions Tour. Het seizoen begon met het Atlantic City Senior International, in juni, en eindigde met het PGA Seniors' Championship, in december. Er stonden vier toernooien op de agenda waaronder twee majors.

## Kalender
| Data  | Data  | Toernooi                           | Stad                       | Winnaar              | Score | Score | Info                                                  |
| ----- | ----- | ---------------------------------- | -------------------------- | -------------------- | ----- | ----- | ----------------------------------------------------- |
| 20-06 | 22-06 | Atlantic City Senior International | Northfield, New Jersey     | Don January R        | 208   | –5    | Nieuw (eenmalig) toernooi Eerste Senior PGA Tour-zege |
| 26-06 | 29-06 | US Senior Open                     | Edmond, Oklahoma           | Roberto De Vicenzo R | 285   | +1    | Nieuw toernooi Eerste Senior PGA Tour-zege            |
| 14-11 | 16-11 | Suntree Classic                    | Melbourne, Florida         | Charlie Sifford      | 279   | –9    | Nieuw toernooi Eerste Senior PGA Tour-zege            |
| 04-12 | 07-12 | PGA Seniors' Championship          | North Miami Beach, Florida | Arnold Palmer R po   | 289   | +1    | Eerste Senior PGA Tour-zege                           |

| Majors |  | po = winnaar na play-off |  | R = rookie of seizoensdebuut |